# 马克·罗兰
马克·罗兰（英語：Mark Rowland，1963年3月7日—），英国男子田径运动员，主攻长跑。他曾代表英国参加1988年夏季奥林匹克运动会田径比赛，获得男子3000米障碍赛铜牌。